# Terrains de sport d'El Sardinero
Les Terrains de sport d'El Sardinero (en espagnol : Campos de Sport de El Sardinero), également connu sous le nom de Vieux Sardinero (en espagnol : Viejo Sardinero), sont un ensemble sportif espagnol, constitués principalement d'un stade de football situé dans la ville de Santander, en Cantabrie.
Le stade, doté de 21 800 places et inauguré en 1913 puis démoli en 1988, servait d'enceinte à domicile aux équipes de football du Racing de Santander, du Rayo Cantabria et du Club Deportivo Juventud Real Santander.
Le stade portait le nom d'El Sardinero, le nom du quartier de la ville dans lequel il était situé.

## Histoire
Les terrains ouvrent leurs portes en 1913. Le stade principal est inauguré le 16 février 1913 lors d'un tournoi composé d'une équipe de jeunes de la ville formée sous le nom de Racing Club.
Dans le cadre de la Guerre d'Espagne, le stade (ainsi que la Plaza de toros et l'Hippodrome de Bellavista) est réquisitionné par les troupes italiennes et érigé en camp de concentration pour les prisonniers républicains le 26 août 1937 (surpeuplé, il accueille environ 20 000 personnes),.
Le dernier match officiel au stade a lieu le 15 mai 1988 lors d'un match nul 0-0 entre les locaux du Racing de Santander et le Grenade CF.
Il est démoli le 17 juin 1988 (les travaux de démolition durent douze jours au total), pour laisser place au nouveau stade principal de la ville, le Stade El Sardinero, construit la même année et situé à quelques centaines de mètres. Actuellement, des jardins figurent sur le site de l'ancien stade (il reste des traces du côté du sud).